# Aneliya Klisarova
Aneliya Dimitrova Klisarova (Varna, Bulgária, 13 de dezembro de 1961) é uma médica búlgara. É professora, médica e política.
Graduada pela Medical University of Varna, com especialização em radiologia e medicina nuclear. Foi por dois mandatos reitora da Medical University of Varna, de 2004 a 2012.
É autora de mais de 150 publicações em periódicos científicos.
Foi ministra da educação e ciência da Bulgária, em 2013–2014.